# 시험입자
시험입자(試驗粒子, 테스트 파티클, test particle)는 이론물리학에서 그 물리적 성질(예컨대 질량, 전하, 크기 등)들 중 연구대상인 성질을 제외한 나머지 것들은 무시할 수 있는 이상적 입자이다. 시험입자 개념은 문제를 단순화하고 물리적 현상에 대한 좋은 근사를 제공한다. 물리적 과정을 컴퓨터 시뮬레이션할 때도 사용된다.

## 고전역학
시험입자를 적용한 가장 간단한 예는 뉴턴의 만유인력의 법칙이다. 어떤 두 질량 {\displaystyle m_{1}}과 {\displaystyle m_{2}} 사이의 중력은 다음과 같이 표현된다.
{\displaystyle F(r)=-G{\frac {m_{1}m_{2}}{(r_{1}-r_{2})^{2}}}}
이때 {\displaystyle r_{1}}과 {\displaystyle r_{2}}는 각 입자의 공간에서의 위치를 나타낸다.
{\displaystyle R={\frac {m_{1}r_{1}+m_{2}r_{2}}{m_{1}+m_{2}}}}
두 질량 중 한 쪽이 다른 한 쪽보다 월등히 클 경우({\displaystyle m_{1}\gg m_{2}}), 두 질량 중 작은 쪽은 큰 쪽에 의해 생성된 중력장 안에서 움직이게 될 것이라 추측할 수 있다. 큰 쪽은 가속되지 않는다. 중력장은 다음과 같이 정의되고
{\displaystyle g(r)={\frac {Gm_{1}}{r^{2}}}}
이때 {\displaystyle r}은 두 물체 사이의 거리이다. 작은 질량의 운동방정식은 다음과 같이 제한되어
{\displaystyle a(r)={\frac {F(r)}{m_{2}}}=-g(r)}
오로지 하나의 변수 {\displaystyle r}에 의해 결정된다. 이리 되면 그 해를 보다 쉽게 계산할 수 있다. 이러한 방법은 많은 실용적 문제에서 좋은 근사를 제공한다. 예컨대 인공위성의 궤도를 계산할 경우, 인공위성의 질량은 지구의 질량과 비교하면 너무 작아서 무시할 수 있다.

## 일반상대론
중력 계량 이론, 특히 일반상대론에서는 질량이 너무 작아서 주위 중력장을 눈에 띄게 교란시킬 수 없는 시험입자가 가정된다.

## 플라스마 역학 및 동전기학
전자기장 시험입자의 가장 중요한 특징은 그 전하와 질량이다. 이 상황에서 시험입자는 흔히 시험전하(test charge)라고 부른다.
전기장은 다음과 같이 정의된다.
{\displaystyle {\textbf {E}}=k{\frac {q}{r^{2}}}{\hat {r}}}
전기장에 시험전하 {\displaystyle q_{\textrm {test}}}를 곱하면 전기장이 시험전하에 가하는 전기력을 얻게 된다. 전기력과 전기장이 모두 벡터량임에 주목. 때문에 양의 시험전하는 전기장 방향으로의 힘을 받게 되는 것이다.
자기장에서는 시험전하의 행동이 로런츠 힘에 의한 특수상대론 효과로 결정된다. 이 경우, 양의 시험전하는 당신에게 가까워지는 방향의 자기장에 수직해 움직일 때는 시계 방향으로 휘게 되고, 당신에게서 멀어지는 방향의 자기장에 수직해 움직일때는 반시계 방향으로 휘게 된다.

## 같이 보기
- 점질량
- 점전하